# Mijaíl Siamionau
Mijaíl Uladzimiravich Siamionau –en bielorruso, Міхаіл Уладзіміравіч Сямёнаў; en ruso, Михаил Владимирович Семёнов, Mijaíl Vladimirovich Semionov– (Minsk, 30 de julio de 1984) es un deportista bielorruso que compitió en lucha grecorromana.
Participó en los Juegos Olímpicos de Pekín 2008, obteniendo una medalla de bronce en la categoría de 66 kg. Ganó una medalla de plata en el Campeonato Europeo de Lucha de 2009.

## Palmarés internacional
| Juegos Olímpicos   | Juegos Olímpicos | Juegos Olímpicos  | Juegos Olímpicos |
| Año                | Lugar            | Medalla           | Categoría        |
| ------------------ | ---------------- | ----------------- | ---------------- |
| 2008               | Pekín (China)    | Medalla de bronce | 66 kg            |
| Campeonato Europeo |                  |                   |                  |
| Año                | Lugar            | Medalla           | Categoría        |
| 2009               | Vilna (Lituania) | Medalla de plata  | 66 kg            |